# Ignacy Daszyński

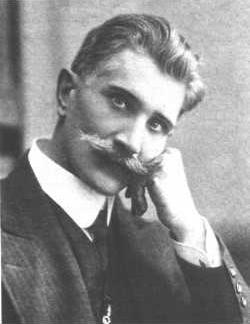
Ignacy Daszyński

Ignacy Ewaryst Daszyński, född 26 oktober 1866, död 31 oktober 1936, var en polsk politiker.
Daszyński grundade 1890 det socialdemokratiska partiet i Galizien och inträdde 1897 som dettas representant i det österrikiska riksrådet. 1900 blev han chefredaktör för tidningen Naprzód i Kraków. Efter Österrikes sammanbrott var han 1918 utrikesminister i den så kallade Lublinregeringen i Polen. Daszyński fick av Józef Piłsudski i uppdrag att bilda Polens första regering men misslyckades. 1920-21 tillhörde han Wincenty Witos regering som vicepresident. Från 1928 var Daszyński sejmens talman. Han bekämpade ständigt Wojciech Korfantys politik. Bland Daszyńskis skrifter märks ett arbete om Józef Piłsudski (1925) och en självbiografi samma år.